# Uromys neobritannicus
Uromys neobritannicus  (Tate & Archbold, 1935) è un roditore della famiglia dei Muridi, endemico della Nuova Britannia, Arcipelago di Bismarck.

## Descrizione

### Dimensioni
Roditore di grandi dimensioni, con lunghezza della testa e del corpo tra 252 e 298 mm, la lunghezza della coda tra 243 e 279 mm, la lunghezza del piede tra 51 e 58 mm, la lunghezza delle orecchie tra 26,5 e 28 mm e un peso fino a 730 g.

### Aspetto
Le parti superiori sono rossicce, cosparse di lunghi peli giallastri, mentre le parti ventrali sono giallastre scure. Le orecchie sono bruno-nerastre. La coda è più lunga della testa e del corpo, è uniformemente nera ed è ricoperta da circa 16 anelli di scaglie per centimetro. Il cariotipo è 2n=32 FN=58.

## Biologia

### Comportamento
È una specie terricola e solitaria.

## Distribuzione e habitat
Questa specie è endemica dell'Isola della Nuova Britannia, Arcipelago di Bismarck. Ricerche recenti non hanno rivelato la sua presenza sulla vicina isola della Nuova Irlanda
Vive nelle foreste tropicali tra 30 e 500 metri di altitudine.

## Conservazione
La IUCN Red List, considerato che la popolazione è diminuita di circa il 30% negli ultimi 10 anni a causa della perdita del proprio habitat, classifica M.neobritannicus come specie prossima alla minaccia (Near Threatened).